# جورج دبليو. فورست
جورج دبليو. فورست هو سياسي كندي، ولد في 1839. انتخب عضو مجلس نواب نوفا سكوتيا.